# Joseph Galibardy
Joseph Deville Thomas "Joe" Galibardy, född 10 januari 1915, död 17 maj 2011 i Walthamstow, var en indisk landhockeyspelare.
Galibardy blev olympisk guldmedaljör i landhockey vid sommarspelen 1936 i Berlin.